# Conrado Eggers Lan
Conrado Eggers Lan (Buenos Aires, 9 de febrero de 1927 - 25 de febrero de 1996) fue un filósofo argentino, fundador de la Sociedad Platónica Internacional. En 1950 se recibió como Profesor de enseñanza secundaria, normal y especial en Filosofía, y en 1976 hizo el doctorado en la Facultad de Filosofía y Letras de la Universidad de Buenos Aires.

## Docencia e investigación universitaria
- Profesor Visitante de Pensamiento Latinoamericano, Facultad de Filosofía de la Universidad de Heidelberg (abril de 1956-marzo de 1957)
- Encargado interino de Historia de la filosofía antigua y de Historia de la filosofía moderna, Facultad de Filosofía y Letras de la Universidad Nacional de Tucumán (septiembre de 1957-marzo de 1958)
- Profesor Adjunto contratado, con funciones docentes y de investigación, con dedicación semi-exclusiva, Facultad de Filosofía y Letras de la Universidad de Buenos Aires (1960-1962); Profesor Asociado Regular en Historia de Filosofía Antigua, ídem (1962-1964); ídem con dedicación exclusiva (1964-1971); Profesor Titular Regular en Historia de la filosofía Antigua con dedicación exclusiva, ídem (1971-1976, reincorporado en abril de 1985, nuevo concurso diciembre de 1988)
- Investigador Asociado "C” con tiempo completo, Instituto de Investigaciones Filológicas de la Universidad Nacional Autónoma de México (1981-1982); Titular "A", ídem (1982-1984); Titular "B", ídem (1984-abril de 1985)
- Profesor Visitante (por el programa de sabáticos del Ministerio de Educación y Ciencia de España), Facultad de Letras de la Universidad Autónoma de Barcelona (enero-marzo de 1988)
- Investigador Principal, CONICET, Buenos Aires (desde mayo de 1989; pase al SAPIU desde julio de 1989; reingreso julio de 1991)
- Profesor de Filosofía en el Colegio Nacional de Morón- 1952

## Conferencias y cursos
Conferencias y/o cursillos en las Universidades de Utrecht y Nimega (marzo de 1957), Buenos Aires (mayo-julio de 1959, septiembre-noviembre de 1960), Tucumán (mayo de 1961), Berkeley (noviembre de 1971), Central de Barcelona (marzo de 1977, octubre de 1991), a Distancia, Madrid (abril de 1977, marzo de 1981, marzo de 1988), Nacional Autónoma de México (Facultades de Filosofía y de Ciencias, julio-agosto de 1986), Granada (febrero de 1988 y Perugia (marzo de 1988); Academia del Sur, Buenos Aires (mayo de 1992) Fundación Ortega y Gasset, Buenos Aires (septiembre de 1993).

## Becas y premios
- Beca del Deutsch-Akademischer Austausch Dienst, para estudios de griego y filosofía griega, Universidades de Bonn y Heidelberg (noviembre de 1955-octubre de 1956)
- Beca interna para graduados de la Universidad de Buenos Aires para investigar la filosofía de madurez de Platón (noviembre de 1958-octubre de 1960)
- Subsidios de la U.B.A. para investigar la relación entre filosofía, ciencia y tecnología en Grecia clásica (1969-1970, 1970-1972 –incluyendo una visita a The Institute for Advanced Studies of Princeton, como investigador invitado en 1973-1974–); las nociones de materia, tiempo y espacio en Platón y Aristóteles (1987-1988) y su desarrollo hasta el estoicismo antiguo (1988-1990), en todos los casos en equipo
- Subsidio del Deutsch-Akademischer Austauschdienst para investigar problemas de la ciencia griega, Universidad de Tübingen (enero-marzo de 1977)
- Premio a la producción científica y tecnológica de la Universidad de Buenos Aires 1992
- Premio a la producción científica y tecnológica de la Universidad de Buenos Aires 1993
- Premio a la producción científica y tecnológica de la Universidad de Buenos Aires 1994
- Subsidio de la U.B.A. (UBACYT) para investigar los principales conceptos ético-metafísicos desde Homero hasta Platón en el período 1995-1997
- Inclusión en el programa de incentivos del Ministerio de Educación de la Nación con la U.B.A. Categoría "A", 1994-5.

## Publicaciones

### Sobre filosofía clásica griega
- «Fuego y Logos en Heráclito», Humanitas 10 (1958), Tucumán
- "Die hodcs polyphemos der parmenideischen Wahrheit", Hermes 88 (1960), Wiesbaden
- "Los dos caminos de investigación que podía concebir Parménides", Philosophia 27 (1963), Mendoza
- Introducción histórica al estudio de Platón, Buenos Aires, CEFYL, 1965; edición ampliada EUDEBA, 1974; reimpresión CEFYL, 1986
- "Sobre el problema del comienzo histórico de la filosofía en Grecia", Anales de Filología Clásica Ï (1966-1967), Buenos Aires
- El concepto de alma en Homero, Buenos Aires, Facultad de Filosofía y Letras, 1967; reimpresión 1987
- "Esoterismo e iniciación en el estudio de la filosofía", Cuadernos de filosofía VII N.º 9 (1968)
- El Fedón de Platón, Córdoba, Universidad Nacional de Córdoba 1968; edición revisada Buenos Aires, EUDEBA, 1971; 5a.ed. 1993
- Platón Apología de Sócrates, Buenos Aires, EUDEBA, 1971; l4. ed. l993 6.10 "Anámnesis en el Menón y en el Fedón, Actas del Primer Simposio Nacional de Estudios Clásicos, Mendoza, 1972
- Platón- Critón, Buenos Aires, EUDEBA, 1973; 3a.ed. 1984
- El sol, la línea y la caverna, Buenos Aires, EUDEBA, 1975
- Las concepciones del tiempo y la eternidad en Heráclito y Parménides, y su síntesis en Platón, Buenos Aires 1975.
- Los filósofos de Mileto (en colaboración con V.Juliá), Buenos Aires, Cathedra, l975
- Los filósofos presocráticos Tomo I (en colaboración con V.Juliá), Madrid, Gredos, l978 y reimpresiones
- Los filósofos presocráticos Tomo II (en colaboración con N.L. Cordero, F.J.Olivieri y E.La Croce), Madrid, Gredos, 1979 y reimpresiones
- Los filósofos presocráticos Tomo III (en colaboración con A. Poratti, N.L.Cordero y M.I.Santa Cruz), Madrid, Gredos, l980 y reimpresiones
- "Ethical-religious meaning of fr.30 D-K", Atti del Symposium Heracliteum 1981, Roma, ed. dell'Ateneo, 1983
- "Atenas y su constitución en la época clásica", Anuario de filosofía jurídica y social 2 (1983), Buenos Aires
- Las nociones de tiempo y eternidad de Homero a Platón, México, UNAM, 1984
- "Eudemo y el catálogo de geómetras de Proclo", Emerita, 53(1985), Madrid
- "La influencia de Platón y Aristóteles en la axiomática euclideana", Nova Tellus 2 (1985), México
- "Lexicon Anatomicum Homericum", Nova Tellus 2 (1985), México
- "La vivencia de lo eterno en Parménides", Studi di Filosofia Preplatonica (edd. M. Capasso, F. De Martino E P. Rosati), Nápoles, Bibliopolis, 1985
- Platón: República, Madrid, Gredos, 1986
- "En torno al origen de la noción de ley en Grecia", Anuario de filosofía jurídica y social 6 (1986), Buenos Aires
- "A propósito de una reciente interpretación de Parménides", Revista Latinoamericana de Filosofía 13 (1987), Buenos Aires
- "La doctrina heraclítea del Logos", Nova Tellus (1987), México
- Platón: Los diálogos tardíos (compilador), México, UNAM, 1987
- "Dios en la ontología del Parménides", en el volumen 6.28
- "Epicarmo y la aritmética pitagórica", Studia Humanitatis. Homenaje a Rubén Bonifaz Nuño, México, UNAM, 1987
- [Hipócrates], De la medicina antigua, México, UNAM, 1987 (2a. ed. 1991)
- "El pitagorismo y el descubrimiento de lo irracional", Méthexis 0 (1988), Buenos Aires
- "El mito de la muerte de Sócrates en el Fedón", Méthexis 2 (1989), Buenos Aires
- "Reale y las enseñanzas orales de Platón", Méthexis 3 (1990)
- "Tales de Mileto y el agua", Memoria Gratiaque, Mendoza, Universidad de Cuyo, 1990
- "Los estudios sobre el orfismo clásico", Méthexis 4 (1991)
- "Zeus e anima del mondo nel Phdr. 246E-253c", en Understanding the Phaedrus, ed. by L.Rossetti, Academia Verlag (Sankt Augustin, Alemania), 1992
- "Prólogo a La noción de Dios en el Timeo de Platón, de G.R. Carone, Buenos Aires, editorial R.E.Sassone, 1992
- "Acerca de las doctrinas orales de Platón", en Filosofía en Actas, Fundación Origen, "Conferencias especiales", Buenos Aires, Catálogos, 1992
- "Presentación y "Breve introducción al problema de las enseñanzas orales de Platón", en el volumen 6 de Méthexis (1993) dedicado al tema (con artículos inéditos de L. Brisson, R. Ferber, C. Gill, M. IsnardI Parente, H. Krämer, I. Müller, G. Reale y T.A. Szlezák.
- "El nacimiento de la matemática en Grecia", en Enharonar 21, 1993 (Universidad Autónoma de Barcelona)
- "La concepción de los principios en los diálogos platónicos" en Méthexis 7 (1994)
- "Preface to the second edition en Platón Los Diálogos Tardíos. Actas del Symposium Platonicum 1986. Compilado por C. Eggers Lan, Sankt Augustin, Academia Verlag (International Plato Studies 3), 1994
- El nacimiento de la matemática en Grecia, Buenos Aires, EUDEBA, 1995
- "Body and Soul in Plato's Anthropology", en Kernos. Revue Internationale et pluridisciplinaire de religion grecque antique, Nr 8 (1995), Athenes-Liege
- "Mito y filosofía", en Sofós 27 (1995), Ituzaingó, Prov. de Buenos Aires
- "La deliberación del alma en Platón", en Ethos. Revista de Filosofía Práctica N.º 21-22 (1993-1994), Buenos Aires
- "Acerca de cómo leer las opiniones escritas de Platón", en Méthexis 8 (1995)
- "Platón y su obra", en Enciclopedia Iberoamericana de Filosofía, Instituto de Filosofía del Consejo Superior de Filosofía, Madrid, España
- "Parmenide e la nascita della matematica scientifica greca alla fine del I secolo", en Atti del Convegno "Il dibattito su Parmenide" (Macerata-Perugia 1994)
- "Notices (comentarios informatizados para el Programme Mentor. Bibliographie critique et informatique, Banco de datos bibliográficos sobre historia de la religión griega, Universidad de Lieja, Bélgica
- (En colaboración con E. La Croce, A. Vigo, M. Boeri, G. Carone y B.Kirchner), El Timeo de Platón, Buenos Aires, EUDEBA (1997)

### Sobre filosofía política
- Cristianismo, marxismo y revolución social. Jorge Álvarez, 1964
- Cristianismo y nueva ideología. Jorge Álvarez, 1968
- “El problema de la metodología del desarrollo”, en Desarrollo y desarrollismo, Galerna, 1969
- Violencia y estructuras. Búsqueda, 1971
- Izquierda, peronismo y socialismo nacional. Búsqueda, 1972
- Peronismo y liberación nacional. Búsqueda, 1973
- “La ciencia en el proceso de liberación”, en Ciencia e Ideología, aportes polémicos. Ciencia nueva, 1975

### Como colaborador, director, organizador u editor
- Miembro de The Society for Promotion of Hellenic Studies, Londres, desde 1964. Miembro Vitalicio, desde 1992
- Director del Instituto de Filosofía de la Facultad de Filosofía y Letras de la UBA, desde mayo de 1973 hasta septiembre de 1974. Director interino del mismo desde septiembre de 1992 hasta marzo de 1993
- Creador de la Sección de Filosofía Antigua del Instituto de Filosofía de la Facultad de Filosofía y Letras, UBA, 1973
- Organizador del Coloquio Internacional de Filosofía Presocrática en homenaje a Harold Cherniss, México, UNAM, 1984
- Organizador del 1.er. Simposio Platónico, México, UNAM, 1986
- Miembro del Comité Directivo de la Sociedad Internacional de Platonistas, electo en Perugia en 1989 por el período 1989 1992; reelecto en Bristol en 1992 por el período 1992-1995
- Colaborador del Programme Mentor.Bibliographie critique et informatisé (Banco de datos de Historia de la religión griega, Directores: A.Motte-P.Wathelet, Université de Liege, Bélgica, desde 1986
- Director de la sección de Filosofía Antigua del Instituto de Filosofía de la Facultad de Filosofía y Letras de la Universidad de Buenos Aires (desde mayo de 1990)
- Director y editor responsable de Méthexis. Revista Argentina de Filosofía Antigua (desde 1988; publicado desde 1994 en Sankt Augustin, Alemania, con el subtítulo añadido "Argentine Journal of Ancient Philosophy", con la aclaración de que el Comité Editorial tiene su Sede en la Facultad de Filosofía y Letras de la U.B.A.).

### Premio Conrado Eggers Lan
La Sociedad Platónica Internacional institucionaliza el Premio Conrado Eggers Lan para las disertaciones sobresalientes en el campo de los estudios platónicos. Se premian las mejores disertaciones de doctorado en estudios platónicos; los primeros trabajos a concursar serán los realizados entre el 1º de enero de 2011 y el 31 de diciembre de 2013. Fijarse en el sitio web para mayores detalles: http://platosociety.org/conrado-eggers-lan-prize/ Esta información la dispuso el Dr. Gabriele Cornelli, Presidente de International Plato Society, Director de Archai UNESCO Chair en la Universidad de Brasilia, Departamento de Filosofía